# Giuliano da Sangallo
Giuliano Giamberti, anomenat Giuliano da Sangallo, (Florència, 1445 - 1516) va ser un arquitecte, tallista, enginyer militar i escultor italià, germà d'Antonio da Sangallo el Vell i oncle d'Antonio da Sangallo el Jove, que va trobar en Llorenç el Magnífic un comprensiu protector.

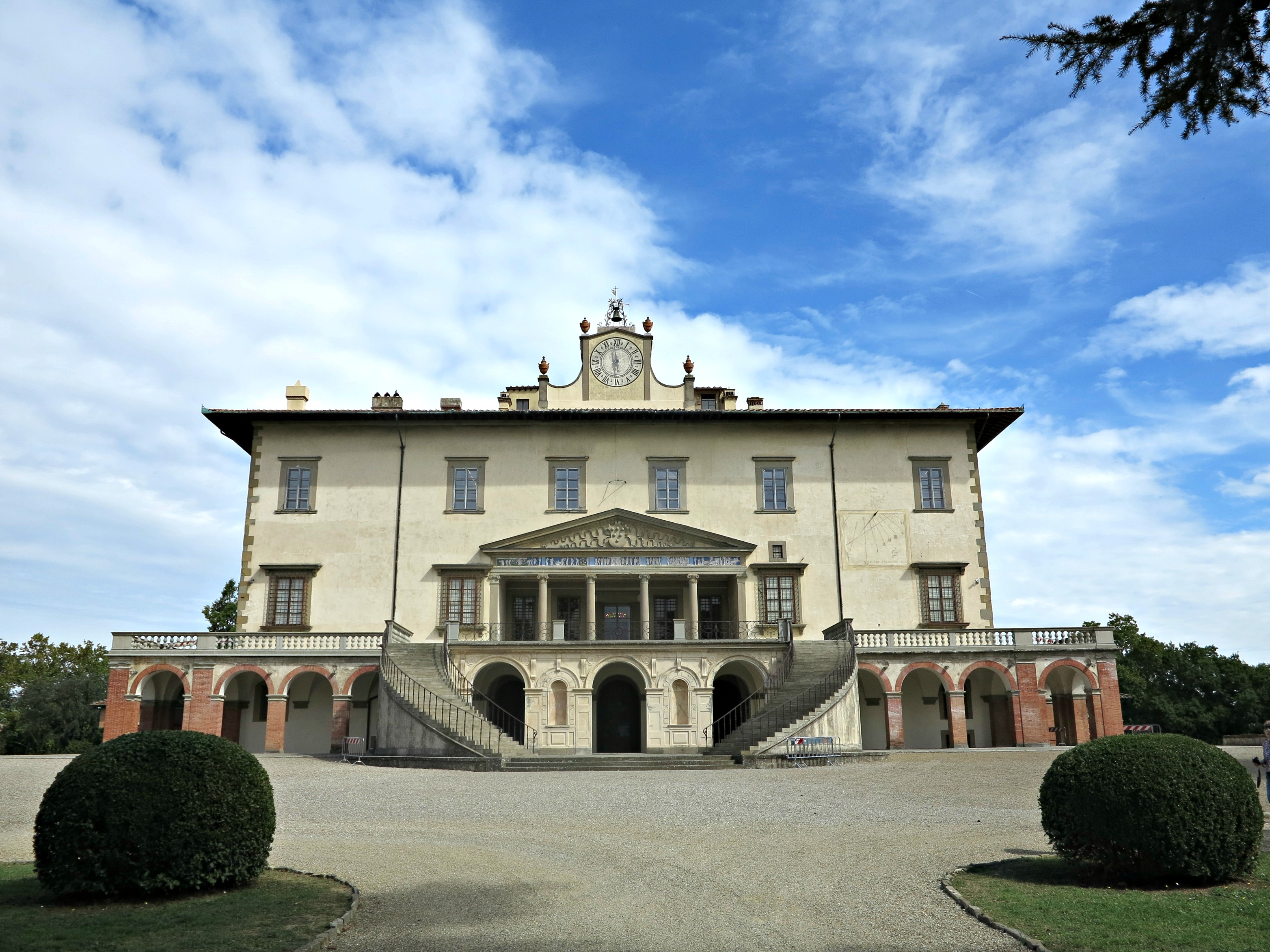
Vila de Llorenç el Magnífic a Poggio de Caiano (Prato), dissenyada per Giuliano da Sangallo

La residència de Lorenzo de Medici a Poggio de Caiano, va ser una de les seves primeres obres (1480-1485); presenta una disposició amb una part baixa amb pòrtics que serveixen de base a la part superior, de senzilles i límpides façanes, centrada la principal per una espècie de pòrtic de temple grec. És, sens dubte, el punt de partida de les obres d'Andrea Palladio. Als quaranta anys emprèn la que es considera com la seva obra mestra, la Basílica de Santa Maria delle Carceri (1485-91), a Prato, que és potser, una de les primeres construccions de pla central (amb planta de creu grega) dels temps moderns i on aconsegueix un poderós efecte d'unitat espacial; funció i decoració s'alien perfectament amb l'ús dels materials, típicament florentins. Més tard, en 1489-92, a la sagristia de Santo Spirito de Florència, planteja un octògon que a penes és inferior en bellesa als de Prato.
Altres obres d'interès són: el pati del Palau Gondi (Florència 1490-94), admirable i refinat, l'auster claustre de Santa Maria Maddalena dei Pazzi. Va treballar també a la Basílica de Santa Maria la Major per invitació del papa, Alexandre VI, a més a més d'un bon nombre de fortificacions.
El seu fill, Francesco da Sangallo, va ser també un reputat escultor.